# Nanny McPhee med nye tryllerier
Nanny McPhee med nye tryllerier er en familiefilm fra 2010 og efterfølgeren til filmen Nanny McPhee fra 2005. Den er skrevet af Emma Thompson efter Christianna Brand's bøger, Nurse Matilda. Thompson ses igen i rollen som Nanny McPhee, og i filmen ses også stjerner som Maggie Gyllenhaal, Ralph Fiennes, Rhys Ifans, Maggie Smith, Asa Butterfield, Bill Bailey og Katy Brand.

## Handling
Barnepigen Nanny McPhee bruger sine magiske evner til at hjælpe den hårdtarbejdende alenemor Fru Isabel Green, som kæmper hård for at holde styr på familiegården, sine to børn og deres ulidelige fætter og kusine, som har valgt at flytte ind på ubestemt tid, imens hendes mand er i krig.

## Medvirkende
- Emma Thompson som Nanny McPhee
- Maggie Gyllenhaal som Fru Green
- Rhys Ifans som Onkel Phil
- Maggie Smith som Fru Docherty
- Asa Butterfield som Norman

Danske stemmer
- Ann Eleonora Jørgensen som Nanny McPhee
- Cecilie Stenspil som Fru Green
- Mads Knarreborg som Onkel Phil
- Kirsten Cenius som Fru Docherty
- Silas Phillipson som Norman